# Татино (остановочный пункт)
Татино —  остановочный пункт Санкт-Петербургского отделения Октябрьской железной дороги. Расположен на западной окраине деревни Татино в Новгородском районе Новгородской области.

## История
Станция Татино открыта в 1926 году в составе линии Павловск — Новгород-на-Волхове и названа в честь расположенной рядом одноимённой деревни.
На 1981 год на станции производились приём и выдача багажа, а также продажа билетов на поезда местного и дальнего следования.
Не позднее 2005 года станция упразднена и преобразована в остановочный пункт, боковые пути разобраны.
До 23 октября 2012 г. включительно на остановочном пункте  останавливались все проходящие через него пригородные поезда. В связи с капитальным ремонтом пути на участке Рогавка — Вяжище — Предузловая-Павловская  движение пригородных поездов сообщением Новгород-на-Волхове — Новолисино, Павловск, Санкт-Петербург-Витебский — Новгород-на-Волхове отменено на участке Рогавка — Новгород-на-Волхове с 24 октября 2012 г. по 25 апреля 2013 г. После ремонта пути движение пригородных поездов было возобновлено. С 7 ноября 2013 г. до 25 апреля 2014 г. движение вновь закрыто в связи с реконструкцией участка Радофинниково—Рогавка. Движение поездов из Санкт-Петербурга и Новолисина осуществляется только до станции Радофинниково.(уточнить источник)

## Описание
Остановочный пункт Татино расположен на однопутном неэлектрифицированном перегоне и имеет одну низкую платформу, которая расположена в стороне от действующего пути у разобранного восточного бокового и не используется.